# Болотовский договор
Болотовский договор — традиционное название соглашения между новгородцами и псковичами. Другое название — «Болотовская (Волотовская) жалоба (челобитная)».
Согласно тексту, зафиксированному в нескольких списках новгородских летописей, в 1348 году Новгородская республика признавала суверенитет Псковской республики от новгородских посадников и от новгородского архиепископа.

## История
О Болотовском (Волотовском) соглашении новгородцы напомнили псковичам во время новгородско-шведской войны в 1348 году, когда псковские воины покидали лагерь новгородских воинов у крепости Ореховец. В псковских летописях соглашение не упоминается, но есть сообщение о нападении немцев на Псковскую землю как раз в то время, когда отряд псковичей с посадником Ильей находился под Ореховцем.
В историографии нет единого мнения о месте, времени и обстоятельствах Болотовского соглашения. С. И. Колотилова определила период «фактической самостоятельности» Пскова с 1308 года, но рассматривала Псков как «молодший брат Новугороду». Янин указал, что с 1132 года новгородцы не посылали в Псков посадников и что с 1137 года, когда псковичи призвали к себе изгнанного из Новгорода князя Всеволода Мстиславича, на всем протяжении XII — первой половины XIV века «Псков не обнаруживает даже малейших признаков политической зависимости от Новгорода». Так называемый «Болотовский» договор Янин предложил датировать 1329 годом и называть его Волотовским, по названию деревни Волотово на речке Люте (на территории совр. Волотовского района Новгородской области). Заключение С. И. Колотиловой о вассальном положении Пскова В. Л. Янин назвал «парадоксальным» и напомнил о том, что новгородский архиепископ не бывал в Пскове с 1326 по 1333 год, а в 1337 году, ничего не получив от псковичей, проклял их. После 15-летнего перерыва Василий (архиепископ Новгородский) посетил Псков в 1352 году.